# Les Fantômes de Neptune
Les Fantômes de Neptune est une série de bande dessinée steampunk créée par l’auteure Valp (scénario, dessin et couleurs), prépubliée dans Lanfeust Mag et publiée en albums par les éditions Delcourt, dans la collection Neopolis, à partir de 2015.

## Résumé
L’histoire se déroule en 1890, dans un contexte steampunk uchronique. La technologie a fait un bond en avant, permettant le développement des robots et l’exploration spatiale dans le système solaire.L’esthétique de la série est très marquée par la Belle Époque et l’art nouveau.
En arrière-plan, la situation géopolitique est tendue : la rivalité entre les grandes puissances impérialistes est exacerbée par l’attitude du Kaiser allemand. C’est une sorte de guerre froide du XIXe siècle.
Sur Europe, une lune de Jupiter, des exo-archéologues découvrent une relique d’une ancienne civilisation extra-terrestre, les « Kheropis ».
Meena, une jeune femme passionnée d’astronomie, est mêlée à ces événements. Elle découvre qu’elle est liée à la civilisation kheropi.

## Personnages
- Meena, personnage principal
- Montague, l’androïde, ange gardien de Meena
- Le docteur Markgraff, âme damnée du Kaiser
- Laurelei Hoffmann, une espionne qui travaille pour la Prusse, et qui n’est pas sans rappeler Mata-Hari.

## Thèmes abordés
Les Fantômes de Neptune, bien que situés dans un contexte uchronique, traite de thématiques actuelles. Parmi celles-ci : 
- la condition de la femme. La série met en avant le personnage historique de Marie Curie, mais dans le même temps on se rend compte que l’héroïne, Meena, veut avoir un emploi et échapper au mariage et à la situation de femme au foyer
- la place des robots dans la société. Le monde des Fantômes de Neptune est peuplé de toutes sortes de robots, destinés à différentes tâches, androïdes ou non. Certains ont une intelligence artificielle, d’autres pas. On sent que les robots prennent de plus en plus d’importance dans ce monde, notamment les robots prussiens du docteur Markgraff
- la science face à la guerre. L’indépendance des scientifiques vis-à-vis de l’État est matérialisée par deux scientifiques diamétralement opposés. D’un côté Marie Curie qui, dans la BD, collabore avec une fondation plutôt indépendante et internationale ; d’un autre côté le docteur Markgraff, lié au Kaiser[7].

## Albums
- Tome 1 – Kheropis, 2015
- Tome 2 – Rorqual, 2017
- Tome 3 - Collapsus, 2019
- Tome 4 - Portail, 2021